# Juniperus monosperma
Juniperus monosperma (яловець однозерновий) — вид хвойних рослин родини кипарисових.

## Етимологія
Цей вид був названий на честь захисника природи і головного лісничого при президенті Резвельті, Гіффорда Пінчота.

## Поширення, екологія
Країни зростання: США (Аризона, Колорадо, Нью-Мексико, Оклахома, Техас). Росте в сосново-ялівцевому рідколіссі, з Pinus edulis, Juniperus osteosperma, Juniperus scopulorum, і на пасовищах з Opuntia, Yucca на сухих, кам'янистих ґрунтах міжгірських областей, або на виходах порід, пагорбах і столових горах вапняку, пісковика або вивержених порід. Висотний діапазон становить від 970 м до 2200 м над рівнем моря. Клімат континентальний напівпосушливий, з літніми опадами, які в основному прибувають з безладними і місцевими бур з Мексиканської затоки.

## Морфологія
Це кущі або дерева, дводомні, до 7(12) м, зазвичай розгалужені біля основи; крона від округлої до уплощенно-кулястої. Кора від сірого до коричневого кольору, розшаровується на тонкі смужки. Гілки висхідні. Листки від зеленого до темно-зеленого кольору, краї з дрібними зубцями; батогоподібні листки 4–6 мм, тьмяні зверху; лускоподібні листки 1–3 мм, не перекриваються, вершини від гострих до загострених. Шишки зріють 1 рік, з прямими квітконосами, від кулястих до яйцеподібних, 6–8 мм, від червоно-синього до коричнево-синього кольору, тьмяні, м'ясисті й смолисті, з 1(3) насінням розміром 4–5 мм.

## Використання
Деревина є корисною як дрова і для стовпів огорож. Волокниста кора була вплетена в килимки і тканини корінними американцями (Апачі, Команчі, Юти).

## Загрози та охорона
На південному заході США сосново-ялівцеві рідколісся знаходяться під тиском від інтересів тваринництва, шляхом зусиль для перетворення цього типу середовища на «більш продуктивні ділянки для збільшення кормів для тваринництва», за рахунок скорочення, корчування пнів і хімічного вбивства дерев. Тільки обмежена частина населення перебуває в межах охоронних територій.